# Dahlstedtia pinnata
Dahlstedtia pinnata är en ärtväxtart som först beskrevs av George Bentham, och fick sitt nu gällande namn av Gustaf Oskar Andersson Malme. Dahlstedtia pinnata ingår i släktet Dahlstedtia, och familjen ärtväxter. Inga underarter finns listade i Catalogue of Life.